# Кеймбриджки платоници
Кеймбриджки платоници е названието на кръг от английски философи от 17 в., които са силно повлияни от платонизма и неоплатонизма. Повечето от тях са свързани с Кеймбриджкия университет, откъдето и идва името им. Кеймбриджките платоници се противопоставят срещу емпиризма и материализма на Френсис Бейкън, Томас Хобс и Джон Лок и са едни от първите британски философи, които изучават и обсъждат идеите на Рене Декарт.

## Представители
- Ралф Кадуърт
- Хенри Мор
- Бенджамин Уичкот
- Лейди Ан Конуей
- Джон Норис